# Devil’s Third
Devil’s Third ist ein Computerspiel, das im August 2015 für die Wii U erschienen ist.

## Spielprinzip
Der Spieler schlüpft in die Rolle des Charakters Ivan. Die Kamera ist typisch für Third-Person-Shooter hinter der Figur positioniert. Während des Zielens mit der Waffe wechselt man automatisch in die Ego-Perspektive. Neben dem Benutzen von Waffen ist auch der Nahkampf mit einer Reihe von „Finishing Moves“ möglich. Die Level sind in der ganzen Welt angesiedelt wie in Europa, Amerika oder Asien.
Es stehen zahlreiche Online-Modi zur Verfügung, für die es einen Level-Editor geben soll.

## Entwicklung
Das Spiel stammt aus der Feder von Tomonobu Itagaki, der unter anderem auch die Dead-or-Alive-Spielreihe schuf. Ursprünglich sollte der Titel nur für die PlayStation 3 und die Xbox 360 erscheinen. Nach der Insolvenz von THQ war die Weiterentwicklung ungewiss. Nintendo erwarb die Exklusivrechte und kündigte das Spiel auf der E3 2014 offiziell für 2015 an.
Die Unreal Engine 3 aus Darksiders 2 findet Anwendung. Am 21. Juli 2015 wurde zudem eine inhaltsreduzierte PC-Version angekündigt, die von Valhalla Game Studios selbst veröffentlicht wird.
Seit dem 27. Juni 2016 war es nicht mehr möglich, die sogenannten „Golden Eggs“ zu kaufen. Der Preis des Spiels im Nintendo eShop wird ab dem 26. Juni 2016 reduziert. Am 29. Dezember 2016 werden die Server für die Online-Modi abgeschaltet.

## Kommerzieller Erfolg
Im Vereinigten Königreich verfehlte das Spiel den Einzug in die Top 40, in den USA konnten im Monat des Releases nur 3.000 Einheiten verkauft werden. Der Titel kann somit als kommerzieller Flop bezeichnet werden.

## Kritiken
Das Spiel erhielt eher durchschnittliche Kritiken. Gamezone ordnet den Titel der Thematik Trash zu.